# Akaflieg Berlin B-9
O Akaflieg Berlin B-9 foi um avião experimental bimotor, desenvolvido pela Akaflieg Berlin e  Flugtechnische Fachgruppe na década de 1940. Foi desenvolvido para estudar os benefícios de um avião para o piloto manobrar de bruços. Foi abandonado após o primeiro voo.